# Estação de satélite de Esvalbarda

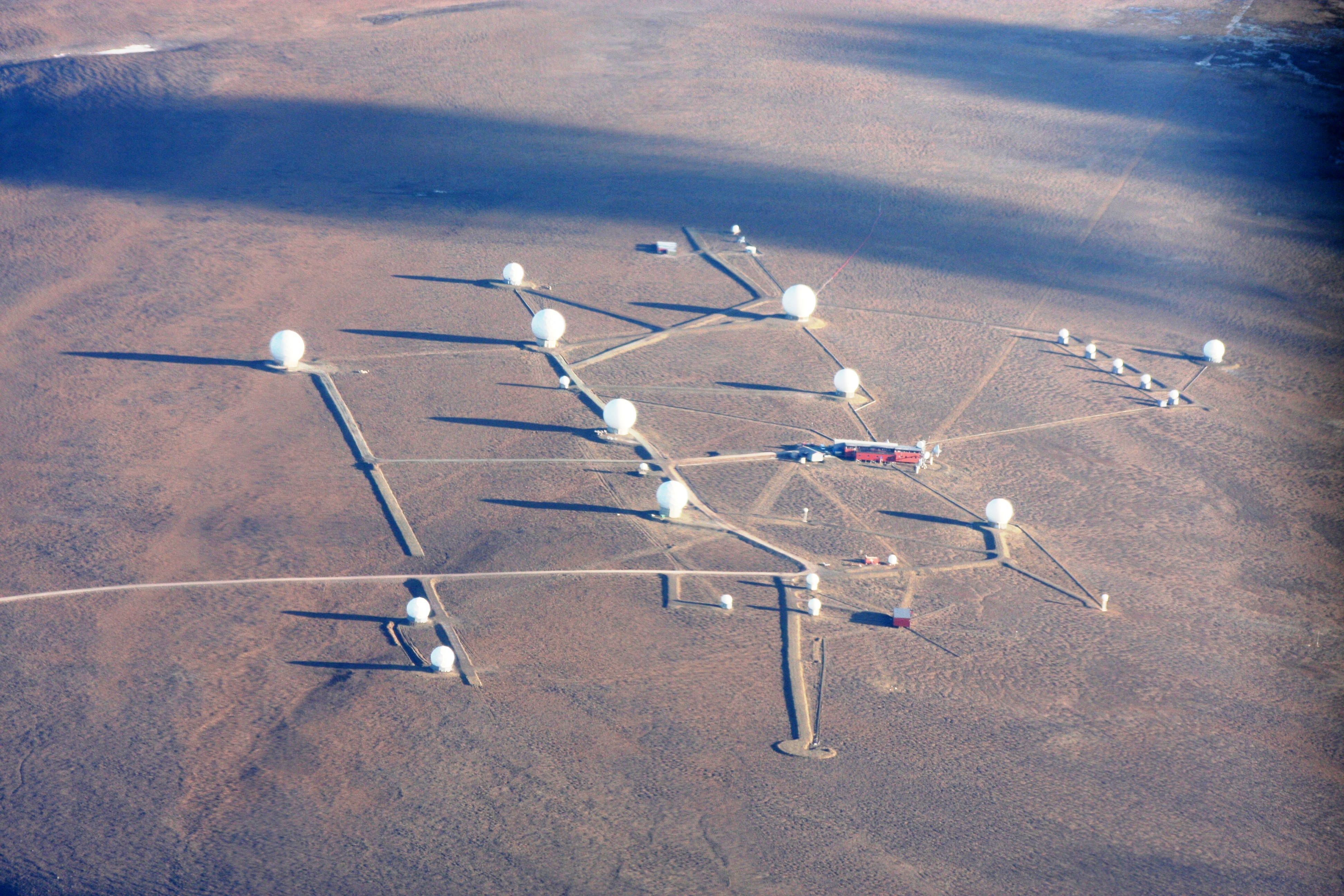
Vista aérea da estação de satélite de Esvalbarda

A Estação de satélite de Esvalbarda (em norueguês:  Svalbard satellittstasjon ou SvalSat), é uma estação terrena de satélite, localizada em Platåberget, próximo a Longyearbyen em Esvalbarda na Noruega. Inaugurada em 1997, ela é operada pela Kongsberg Satellite Services (KSAT), uma joint venture entre a Kongsberg Defence & Aerospace e o Norwegian Space Centre (NSC). 

## História
O European Space Research Organization (ESRO) criou a Estação de Telemetria de Kongsfjord em Ny-Ålesund como uma das suas quatro primeiras estações da European Space Tracking Network. Essa estação permaneceu ativa entre 1967 e 1974, mas foi fechada, pois não era adequada à segunda geração de satélites do ESRO. Durante o planejamento dessa  estação, Longyearbyen foi aventada como possível localização, mas foi preterida devido a questões políticas.
Na década de 90, o NSC operou a Tromsø Satellite Station (TSS), que foi usada como uma estação terrena para um pequeno número de satélites. Depois que Rolf Skår foi nomeado diretor do NSC, foram lançados planos para tentar vencer o contrato para o Earth Observing System (EOS) da NASA. Skår convidou uma delegação da NASA para visitar Esvalbarda, e a partir de 1996, o NSC e a NASA começaram a negociar um contrato para estabelecer uma estação terrena em Longyearbyen.
A localidade de Esvalbarda foi escolhida por conta da sua alta latitude que permitia todos os satélites orbitando a mais de 500 km usar uma única estação terrena, efetuando download de dados em todas as órbitas. Para o programa EOS, a estação de Esvalbarda foi complementada pelo Poker Flat Research Range em Fairbanks, Alasca.